# Eberndorf
Eberndorf est une commune autrichienne du district de Völkermarkt en Carinthie.

## Géographie

### Localités de la commune
| - Buchbrunn - Buchhalm - Duell - Eberndorf - Edling - Gablern - Gösselsdorf - Graben - Hart | - Hof - Homitzberg - Humtschach - Köcking - Kohldorf - Kühnsdorf - Loibegg - Mittlern | - Mökriach - Oberburg - Pribelsdorf - Pudab - Sankt Marxen - Seebach - Unterbergen - Wasserhofen |

### Attractions et curiosités
La zone humide du Sablatnigmoor.